# Canto d'amore (film 1982)
Canto d'amore è un film italiano del 1982 diretto da Elda Tattoli.

## Produzione
Il film è stato prodotto dalla Cinecom, con il supporto del Ministero del Turismo e dello Spettacolo.